# جون شاربلز
جون شاربلز (بالإنجليزية: John Sharples)‏ هو لاعب كرة قدم بريطاني في مركزي الدفاع، ولد في 8 أغسطس 1934 في ولفرهامبتن في المملكة المتحدة، وتوفي في 1 سبتمبر 2001. لعب مع أستون فيلا ودارلاستون تاون ونادي والسول.